# Давід Мека
Давід Мека (ісп. David Meca, 1 лютого 1974) — іспанський плавець. Чемпіон світу з плавання на відкритій воді 2000 року на дистанції 10 км. Чемпіон світу з водних видів спорту 2005 року на дистанції 25 км.